# Lloro becgròs alaestriat
El lloro becgròs alaestriat (Tanygnathus megalorynchos) és una espècie d'ocell de la família dels psitàcids que habita zones amb arbres poc denses al nord de Sulawesi, Talaud, Sangihe, Moluques, Tanimbar i Raja Ampat.